# Tondeuse robot

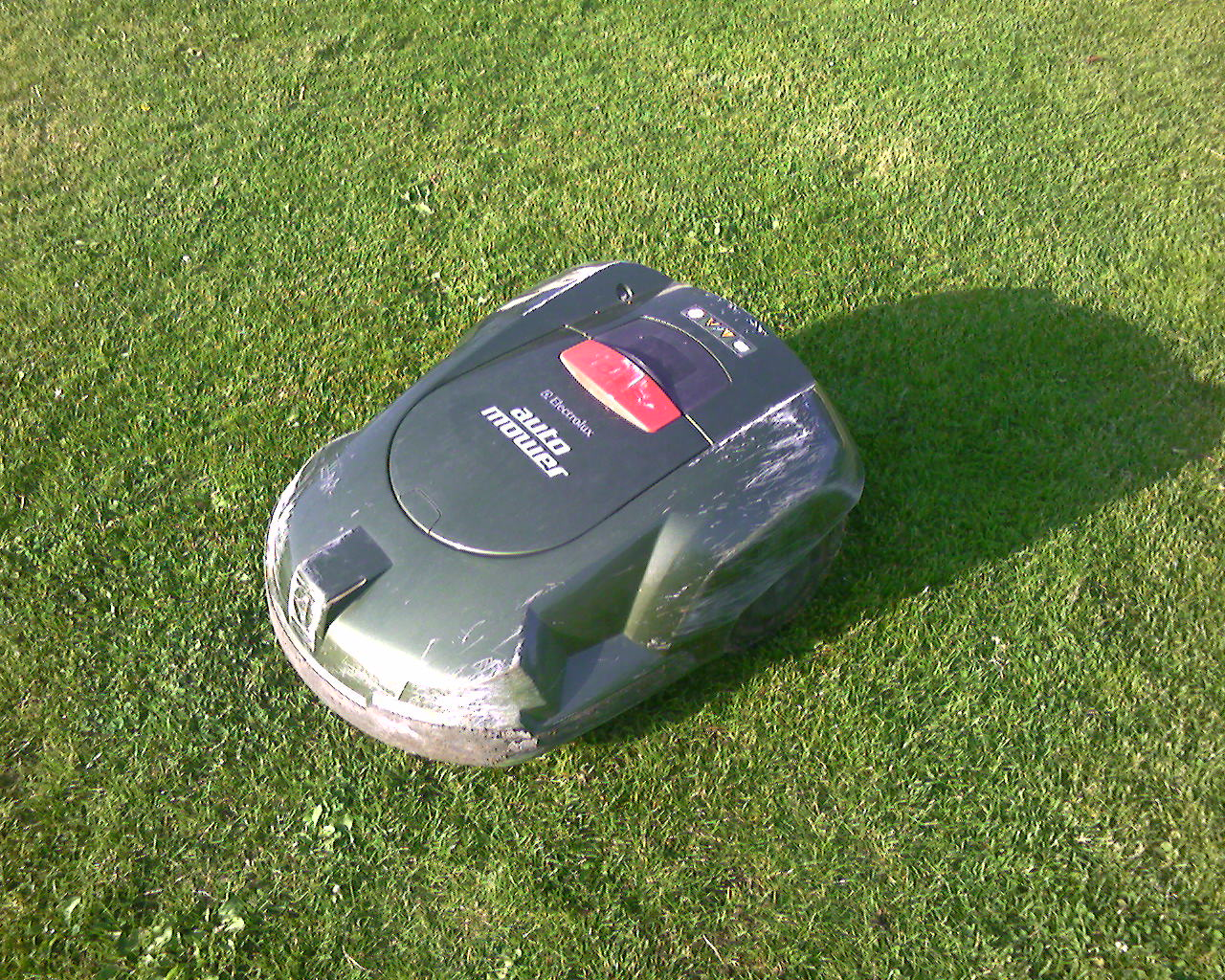
Une tondeuse robot.

Un robot tondeuse  est une tondeuse à gazon robotisée, c'est-à-dire capable de réaliser le travail d'une tondeuse de manière autonome, sans intervention d'un être humain.
Les tondeuses robots sont habituellement équipées d'une batterie qu'elles rechargent automatiquement en retournant à leur station de base. La tonte a lieu plusieurs fois par semaine, voire tous les jours, selon le principe du mulching.

## Histoire
En 1969, la Mowbot est brevetée et commercialisée aux États-Unis,,. Elle se déplace de façon aléatoire toujours en marche avant, tourne lorsqu'elle atteint le câble périmétrique, et s'arrête en cas de collision. Vendue 800 $ (soit 5 600 $ de 2020), elle est alimentée par une batterie au plomb, pèse 57 kg, et a une autonomie de 3 heures et 280 m2.
En 1992, André Collens crée une tondeuse robot solaire, dont il revend le brevet à Husqvarna, propriété à l'époque d'Electrolux, et qui est commercialisée en 1995 sous le nom de « tortue »,,,. Elle détecte les zones déjà tondues en mesurant la puissance consommée par le système de coupe.
En 2012, la Bosch Indego est la première tondeuse robot à cartographier le gazon pour le tondre de façon systématique, en bandes parallèles.
En 2017 et 2019, deux fabricants annoncent des modèles à vision artificielle par caméra,.

## Technologie
La majorité des tondeuses nécessitent le placement d'un câble périmétrique autour du gazon,. Alimenté sous très basse tension électrique et émettant un rayonnement électromagnétique, il permet à la tondeuse de rester dans les limites du gazon.

Comme la Mowbot et les robots aspirateurs à leurs débuts, les tondeuses robots tondent pour la plupart selon un schéma de déplacement aléatoire, jusqu'à ce que la totalité du gazon soit couverte,,,. Certains fabricants comme Husqvarna et Robomow présentent ce mode de tonte comme avantageux,. Un GPS est parfois présent pour éviter que certaines zones ne soient pas suffisamment tondues. La tonte en bandes parallèles avec fil périmétrique, permise par une cartographie du gazon, n'est utilisée que par les modèles de Bosch,. À partir de 2021 apparaissent des modèles fonctionnant sans câble périmétrique grâce à un positionnement précis par satellites,.

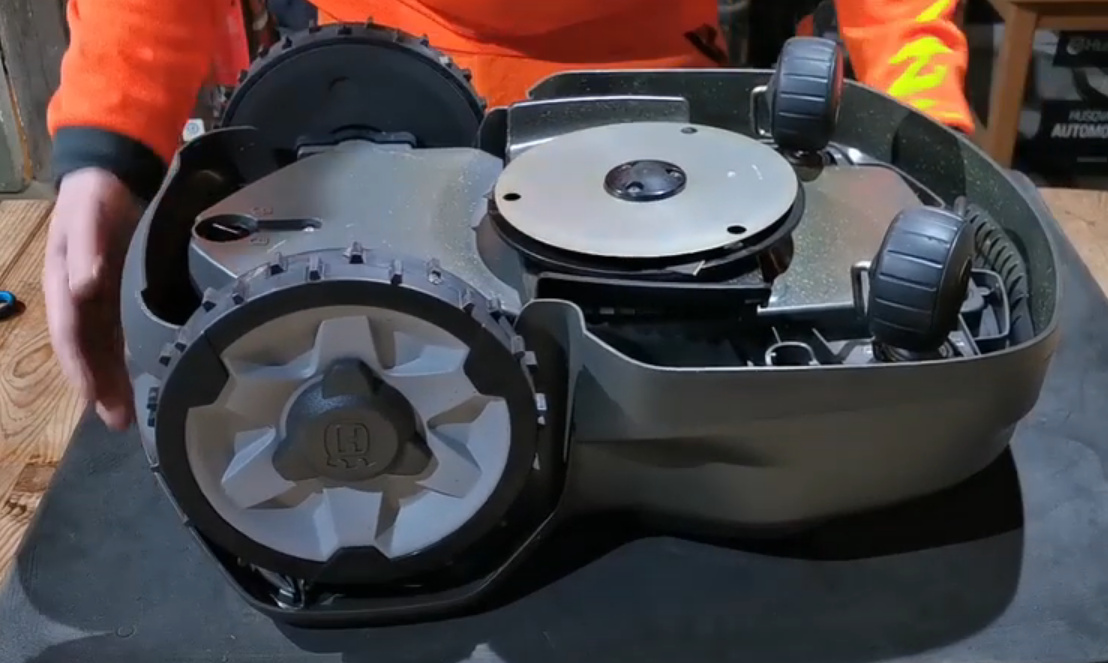
Système de coupe d'une Husqvarna Automower 305.

Leurs couteaux sont de deux types : soit des lames d'une pièce qui tournent très vite comme une tondeuse à gazon classique, soit des lames très aiguisées (un peu comme des lames de cutter) fixées à un disque qui tourne plus lentement, souvent plus silencieuses,. Les lames peuvent être pivotantes, c'est-à-dire fixées au disque via un axe libre, pour pouvoir se rétracter lorsqu'elles percutent un obstacle ou si l'herbe est haute,.
Certaines tondeuses robots sont « connectées », c'est-à-dire qu'il est possible de les commander à distance, soit à courte distance par Bluetooth, soit à une distance moyenne via Wi-Fi, soit enfin à longue distance par Internet (via une passerelle ou une connexion mobile sur la tondeuse),,,,.
La tondeuse peut être équipée d'un capteur de pluie ou vérifier les prévisions météo pour éviter de tondre lorsqu'il pleut,.

## Avantages
Pas d'intervention humaine.
Gazon toujours bien tondu (sauf les bords).
Fonctionnement silencieux et aussi possible la nuit ou le dimanche.
Tonte possible lorsque l'herbe est humide.
Mulching : pas d'herbe à composter ou à évacuer et besoin en engrais diminué ou éliminé.
Commande à courte, moyenne ou longue distance possible sur certains modèles,.
Plus difficile de se blesser qu'une tondeuse traditionnelle car la longueur des lames est réduite.

## Inconvénients
- Modèles avec fil périmétrique :
  - Installation nécessaire du fil périmétrique et de la base de rechargement ainsi que son alimentation électrique[31].
  - Modification de la forme du gazon difficile après la pose du câble périmétrique[31].

- Modèles sans caméra :
  - Nécessité de ne pas laisser traîner de petits objets sur le gazon (les modèles avec caméra sont habituellement capables de les éviter)[31].
  - Risque d'accident en cas de fonctionnement pendant que des enfants jouent dans le jardin[34].

Par mesure de sécurité, leurs couteaux sont habituellement éloignés des bords du carter, ce qui ne permet pas à la tondeuse de tondre toute l'herbe près des obstacles,,. Un coupe-bordures est alors nécessaire.
Le fonctionnement la nuit entraîne un risque de blesser ou tuer des hérissons et est interdit dans certains endroits,.
Impact négatif sur les insectes pollinisateurs.